# مستأجر عمارت وایلدفل
مستأجر عمارت وایلدفل (به انگلیسی: The Tenant of Wildfell Hall) دومین و آخرین رمان به سبک نامه‌نگارانه نوشتهٔ آن برونته، شاعر و نویسندهٔ انگلیسی است که در سال ۱۸۴۸ با نام مستعار اکتون بِل منتشر شد.
 این رمان یکی از تکان‌دهنده‌ترین رمان‌های خواهران برونته است که موفقیتی خارق‌العاده پیدا کرد. پس از مرگ آن، خواهرش شارلوت تا سال ۱۸۴۵ از چاپ مجدد آن در انگلستان، جلوگیری کرد. 
این کتاب با عنوان مستاجر وایلدفل هال توسط رضا رضایی و با عنوان حقیقت عشق توسط روشن آقاخانی به فارسی ترجمه شده‌است. 

## داستان
این رمان مجموعه‌ای از نامه‌های گیلبرت مارکهام به دوستش در مورد ملاقات خود با بیوه‌زنی جوان و مرموز به نام هلن گراهام است، که با پسر جوان و خدمتکارش به عمارت متروک وایلدفل، عمارتی مربوط به عصر الیزابت می‌آید. او برخلاف هنجارهای اوایل قرن نوزدهم، با دنبال کردن حرفهٔ هنرمندی و فروش تصاویرش کسب درآمد می‌کند. گوشه‌گیری سفت و سخت او به زودی باعث شایعاتی در دهکده همسایه شده و از جامعه طرد می‌شود. گیلبرت با امتناع از باور موضوعاتی که سبب رسوائی او شده، با دوستی وی، به گذشته‌اش پی می‌برد. هلن دفتر خاطرات روزانه‌ای به گیلبرت می‌دهد، که وقایع‌نگار زوال جسمی و روحی همسرش از طریق نوشیدن مشروبات الکلی و هرزه‌گی در جامعه بی‌بندوبار اشرافی است. او سرانجام با پسرش، که نومیدانه آرزو می‌کند از شر پدر در امان باشد فرار می‌کند و بعد از مدتی با شنیدن حال بد همسرش دوباره به پیش او میرود تا در لحظه‌های آخر زندگی او کنارش باشد.بعد از اینکه ارثر می‌میرد به پیش خاله‌اش در استینگلی می‌رود و پیش آنها زندگی میکند.
گیلبرت خبر کذب ازدواج او با والترهارگریو را می‌شنود و سراسیمه خود را به مراسم ازدواج می‌رساند ولی یهو با مراسم ازدواج فردیک و ایسترهارگریو مواجه می‌شود.سپس با اینکه امیدی به رسیدن به هلن ندارد به دیدن او می‌رود و اینبار هلن عشق او را پس نمی‌زند و باهم ازدواج می‌کنند.